# Conselheiro Mairinck
Conselheiro Mairinck is een gemeente in de Braziliaanse deelstaat Paraná. De gemeente telt 3.700 inwoners (schatting 2009).

## Aangrenzende gemeenten
De gemeente grenst aan Guapirama, Jaboti, Japira, Jundiaí do Sul en Tomazina.